# Matthias Erzberger

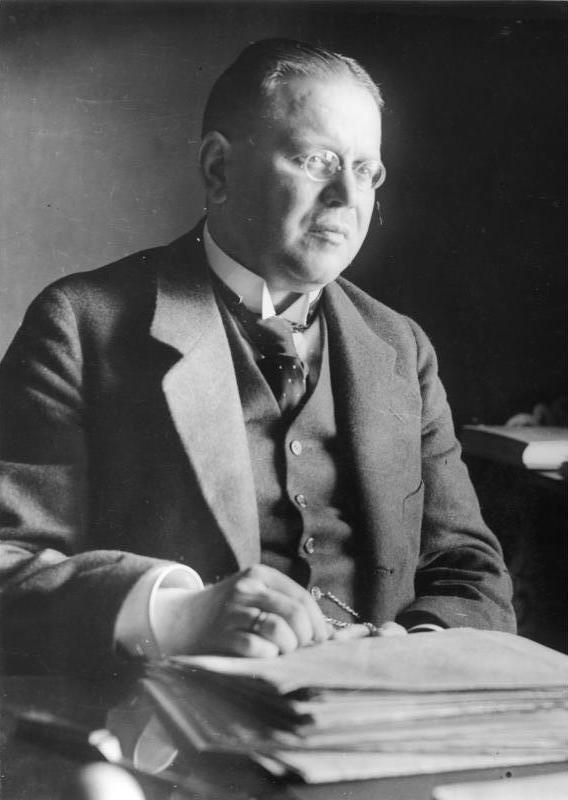
Matthias Erzberger (1919)

Matthias Erzberger (Buttenhausen, 20 september 1875 – Bad Griesbach, 26 augustus 1921) was een Duits politicus.

## Jeugd en vroege carrière
Matthias Erzberger werd in het Zwabische (Zuid-Duitse) Buttenhausen geboren als zoon van postbode Josef Erzberger. Matthias groeide op in een katholiek en sociaal voelend gezin. Hij studeerde onderwijskunde in Saulgau en later staatsrecht en economie in Freiburg (Zwitserland).
Na zijn studie was hij als auteur en redacteur van het Deutsches Volksblatt actief in Stuttgart. In 1899 was hij medeoprichter van de Christelijke Vakvereniging. Hij was aanvankelijk zeer anti-socialistisch en anti-liberaal in zijn opvattingen. Hij was echter wel sociaal bewogen en gehecht aan katholieke emancipatie in het toen door het protestantse Pruisen overheerste Duitse Keizerrijk van Wilhelm II.

## Lid van de Rijksdag
In 1903 werd Erzberger voor de katholieke Zentrumspartei (Centrumpartij) in de Rijksdag gekozen. Hij was op dat moment met 28 jaar de jongste afgevaardigde in de Rijksdag. Binnen de Centrumpartij behoorde hij tot de linkervleugel.
Als rijksdagafgevaardigde trad hij sinds 1907 op als financieel expert van zijn fractie en hield zich daarnaast bezig met koloniale vraagstukken. In 1909 was hij de drijvende kracht achter de financiële hervorming.
In 1912 kwam hij in de fractieleiding. Tijdens de Eerste Wereldoorlog was hij aanvankelijk voorstander van de oorlogspolitiek van de generaals. In 1917 stelde hij samen met zijn eigen partij, de meerderheidssocialisten (SPD) en de Forttschrittspartei (linkse liberalen) een vredesresolutie op en streefde naar "vrede zonder annexaties". Hij toonde zich bereid om een coalitie te vormen, bestaande uit de SPD, de Zentrumspartei en de Fortschrittspartei om op die manier vrede te bewerkstelligen.

## Minister van Financiën
In oktober 1918 werd Erzberger als staatssecretaris opgenomen in de regering van prins Max van Baden. Op 6 november 1918 werd hij voorzitter van de wapenstilstandscommissie. Op 11 november 1918 sloot Erzberger als een van de leden van de Duitse vredesdelegatie de wapenstilstand te Compiègne.
In februari 1919 werd Erzberger in het kabinet van Philipp Scheidemann (SPD) opgenomen als minister van Werkgelegenheid. Erzberger zette zich helemaal in voor de ratificatie en de naleving van het Verdrag van Versailles. Hij raakte hierdoor in conflict met extreemrechts, die hem voor landverrader uitmaakte. Karl Helfferich, een vroegere vicekanselier, maakte Erzberger helemaal zwart en mede hierdoor moest hij aftreden, omdat hij het vertrouwen van de Rijksdag verloor. Hij nam hierna weer zitting in de Rijksdag voor de Zentrumspartei.
Op 21 juni 1919 werd hij vicekanselier in het kabinet van Rijkskanselier Gustav Bauer. Hij was tevens minister van Financiën. Hij legde zich geheel toe op de hervorming van de financiën en de belastingen. Zijn maatregelen worden gezien als de meest omvangrijke in de Duitse fiscale en financiële geschiedenis. Naast organisatorische wijzigingen van de belastingdienst introduceerde hij een uniforme belastingwet ter vervanging van de verschillende belastingstelsels van de deelstaten. De macht om belasting te heffen verschoof van de deelstaten naar de centrale overheid. Er kwamen onder zijn leiding nieuwe belastingen op inkomen en bedrijfswinsten. De inkomsten stegen met 20 tot 30% in het eerste jaar, nadat de nieuwe belastingregels waren ingevoerd. De bevolking zag de belastingdruk toenemen en dit werd niet gewaardeerd. In 1920 moest Erzberger als vicekanselier en minister van Financiën aftreden. Hij werd door extreemrechts echter nog steeds lastiggevallen.
Op 26 augustus 1921 werd hij in het Zwarte Woud door twee voormalige marineofficieren, Schulz en Tillessen, aanhangers van een extreemrechtse en nationalistische groep, vermoord. Tijdens zijn begrafenis op 31 augustus sprak de latere rijkskanselier Joseph Wirth (een Erzberger-aanhanger) een grafrede uit.

## Evaluatie
Erzberger had een encyclopedisch geheugen, was begaafd, klein-burgerlijk, soms arrogant en een harde werker. Hij was bijzonder ongeliefd bij extreem-nationalistische kringen, vanwege zijn rol tijdens de wapenstilstand te Compiègne en zijn inzet voor de ratificatie van het vredesverdrag. Erzberger had de gave zich steeds aan de veranderende omstandigheden aan te kunnen passen.
Naast realist, was hij iemand die soms in een wereld leefde, die alleen in zíjn gedachten bestond. Voor de Eerste Wereldoorlog hield hij zich bezig met het verwezenlijken van een nieuwe kerkelijke staat voor de paus in Liechtenstein en een heilige plaats voor de koning van Beieren in Jeruzalem.
- Bibsys: 90744815
- Bibliothèque nationale de France: cb134960268 (data)
- Catàleg d'autoritats de noms i títols de Catalunya: 981058609221906706
- CiNii: DA03564964
- Gemeinsame Normdatei: 11853100X
- International Standard Name Identifier: 0000 0001 2121 716X
- Library of Congress Control Number: nr89010392
- Nationale Bibliotheek van Tsjechië: ola2002161282
- Nationale Bibliotheek van Israël: 987007260818705171
- Nationale Bibliotheek van Polen: a0000001196134
- Nederlandse Thesaurus van Auteursnamen: 069580898
- Réseau des bibliothèques de Suisse occidentale: 02-A017047685
- LIBRIS: 185635
- Système universitaire de documentation: 050396625
- Virtual International Authority File: 14927251
- WorldCat: E39PBJcgvxYhdgqrtXkH7mdxXd